# FIFA Svjetsko klupsko prvenstvo
FIFA Svjetsko klupsko prvenstvo, od 2024. i u skraćenom formatu FIFA Interkontinentalni Kup, međunarodno je nogometno natjecanje koje organizira FIFA, krovna organizacija svjetskoga nogometa. Prvo natjecanje odigrano je 2000. godine u Brazilu. U razdoblju od 2001. do 2004. natjecanja su bila otkazana zbog propasti FIFA-ine markentinške tvrtke ISL. Natjecanja su ponovno pokrenuta 2005. godine.
Prvo Svjetsko klupsko prvenstvo igralo se paralelno s Interkontinentalnim kupom, natjecanjem koje su zajednički organizirale europska (UEFA) i južnoamerička nogometna organizacija (CONMEBOL) i koje se igralo od 1960. godine između pobjednika Kupa prvaka (kasnije UEFA Liga prvaka) i Copa Libertadores. Godine 2005., nakon posljednjega izdanja Interkontinentalnoga kupa, to je natjecanje spojeno s FIFA-inim klupskim prvenstvom.
Trenutačni format FIFA Interkontinentalnog kupa uključuje sedam momčadi koje se bore za naslov u razdoblju od otprilike dva tjedna u državi koja se izabere kao domaćin prvenstva. Momčadi koje sudjeluju su pobjednici svojih najjačih kontinentalnih natjecanja; to su redom AFC Liga prvaka (Azija), CAF Liga prvaka (Afrika), CONCACAF Kup prvaka (Sjeverna Amerika), Copa Libertadores (Južna Amerika), OFC Liga prvaka (Oceanija) i UEFA Liga prvaka (Europa). Momčadi sudjeluju u nokaut rundama s jednom utakmicom.

## Povijest

### Prva natjecanja
Prvi pokušaji da se stvori globalno klupsko nogometno natjecanje bilo je 1909. godine, 21 godinu prije prvog Svjetskog nogometnog prvenstva, prema FIFA-inim podatcima. Natjecanje zvano Sir Thomas Lipton Trophy održano je u Italiji 1909. i 1911., u kojem su sudjelovale engleske, talijanske, njemačke i švicarske momčadi. Natjecanje je oba puta osvojila engleska amaterska momčad West Auckland. Ideja da FIFA organizira međunarodno klupsko natjecanje potječe još iz 1950-ih. 1951., kada je FIFA-in predsjednik Jules Rimet upitan je li natjecanje Copa Rio organizirala upravo FIFA, odgovorio je da natjecanje nije u njihovoj nadležnosti jer nije oragniziran niti podržan od strane Brazilskog nogometnog saveza (CBF). To je natjecanje nasljedio turnir Torneio Octogonal Rivadavia Corrêa Meyer, kojeg je osvojila Vasco da Gama. Turnir je imao pet brazilskih momčadi te tri strana kluba, izgubivši tako svoj međukontinentalni aspekt. U prosincu 2007., FIFA je odbila Palmeirasov zahtjev da turnir prizna kao svjetsko klupsko prvenstvo jer su sudionici bili sa samo dva kontinenta.
Iako je natjecanje naposljetku ukinuto, ostalo je respektirano u svijetu nogometa. FIFA-ini članovi odbora Stanley Rous i Ottorino Barassi osobno su sudjelovali u organizaciji izdanja iz 1951., iako ne kao službenici FIFA-e. Rousova uloga bila je pregovaranje s europskim klubovima, dok je Barassi pomogao u oblikovanju samog natjecanja. Komentirajući Juventusovo prihvaćanje sudjelovanja u Copi Rio, u talijanskom tisku pisalo je da "talijanski klub ne smije propustiti tako važan i globalan događaj".
Zbog CBF-ovih poteškoća da dovedu europske klubove u natjecanje, novine O Estado de S. Paulo predložile su da se FIFA treba uključiti u sastavljanje međunarodnih klupskih natjecanja objavivši kako "međunarodna natjecanja, ovdje ili u inozemstvu, trebala bi se igrati onda kada FIFA to odredi". Međutim, nije bilo nikakvog odgovora. Takozvano Pequeña Copa del Mundo ili malo svjetsko prvenstvo, bilo je natjecanje održano u Venezueli između 1952. i 1957., s dva kratka oživljenja 1963. i 1965. Obično je u njemu igralo osam ekipa, pola iz Europe pola iz Južne Amerike. Nakon kasnih 1950-ih, natjecanje je ubrzo izgubilo prestiž kako se i broj uglednih sudionika smanjivao. Međutim, ovo je natjecanje, sa stvaranjem Kupa prvaka i Copa Libertadoresa, bilo temelj za kasniji Interkontinentalni kup.

### Interkontinentalni kup, problemi osnivanja prvenstva
Tournoi de Paris bilo je natjecanje čija je prvotna namjena okupiti najveće europske i južnoameričke momčadi da bi se utvrdio de facto "najbolji klub na svijetu"; prvi put je održano 1957. kad je prvak Južne Amerike Vasco da Gama pobijedio domaćina Racing Paris u polufinalu, a zatim i dvostrukog europskog prvaka Real Madrid rezultatom 4:3 u finalu na Parku prinčeva, stadionu Realovog trijumfa u prvoj sezoni Kupa prvaka. Pobjeda je hvaljena u oba kontinenta jer je to bilo prvo međunarodno natjecanje koje Real Madrid nije uspio osvojiti. Nakon toga, Real Madrid se udaljio od natjecanja i tvrdio da bi se ono nadalje trebalo gledati samo kao prijateljski turnir. Španjolska se momčad ubrzo oporavila od poraza pobijedivši u prvom Interkontinentalnom kupu.
Španjolski se klub nakon uspjeha prozvao svjetskim prvakom dok se FIFA nije uključila i usprotivila tvrdnji, objasnivši kako natjecanje nije uključivalo nijedne prvake iz drugih konfederacija, te izjavila kako se mogu prozvati samo interkontinentalnim prvacima natjecanja u kojem su sudjelovale dvije organizacije gdje nitko drugi nije imao prilike sudjelovati. FIFA je zatim objavila kako će zabraniti igranje Interkontinentalnog kupa 1961. ako organizatori ne počnu oslovljavati natjecanje kao prijateljski susret dviju organizacija. Iste godine godine kad je započeo Interkontinentalni kup, FIFA je odobrila igranje natjecanja zvanog International Soccer League, koje je igrano pod pokroviteljstvom Sir Stanleyja Rousa, tadašnjeg predsjednika FIFA-e.
Iako se FIFA nadala da će se International Soccer League pretvoriti u Svjetsko klupsko prvenstvo, Interkontinentalni kup je bio taj koji je privlačio više pažnje i zanimanja ostalih kontinenata. Konfederacija Sjeverne i srednje Amerike, CONCACAF, osnovana je 1961. da bi ostvarila zamisao uključivanja svojih klubova u Copa Libertadores i, samim time, u Interkontinentalni kup. Međutim, njihov zahtjev za oba natjecanja je odbijen. Ubrzo nakon, osniva se CONCACAF Kup prvaka 1962. CONMEBOL i UEFA su 1963. tražili od FIFA-e da prizna Interkontinentalni kup; međutim, FIFA je dala isti odgovor kao i 1960. i izjavila kako će priznati natjecanje samo ako se azijske i afričke momčadi priključe.
Zbog brutalnosti argentinskih i urugvajskih klubova na Interkontinentalnom kupu, od FIFA-e je nekoliko puta zatraženo krajem 1960-ih da procijeni kazne i regulira natjecanje. Međutim, FIFA je odbila svaki zahtjev. Prvi od tih zahtjeva podnešen je 1967., nakon utakmice kasnije prozvane Bitka za Montevideo. Škotski nogometni savez putem predsjednika Willieja Allana, tražio je od FIFA-e da prizna natjecanje kako bi provodila nogometne propise; FIFA je odgovorila da ne može regulirati natjecanje koje ona ne organizira. Allanovi napori bili su otežani kada je CONMEBOL, uz podršku predsjednika Teofila Salinasa i Argentinskog nogometnog saveza (AFA), odbio dopustiti FIFA-i da ima ikakvog utjecaja na natjecanje, izjavivši kako je: "posao CSF-a kontroliranje turnira između prvaka Europe i [Južne] Amerike, natjecanja kojeg FIFA smatra kao prijateljsko", te dodavši: "Mislimo kako nije primjereno da se FIFA miješa u predmet".
FIFA-in glavni pod-tajnik René Courte napisao je članak ubrzo nakon, objavivši kako FIFA natjecanje vidi kao "Europsko-južnoamerički prijateljski susret". Članak je potvrdio Sir Stanley Rous. Osnivanjem azijskih i sjevernoameričkih klupskih natjecanja, FIFA je otvorila mogućnost uzeti natjecanje pod svoju nadležnost ako bi se uključile te konfederacije; prijedlog je dočekan negativno od strane UEFA-e i CONMEBOL-a. Interkontinentalni kupovi 1968. i 1969. završeni su na sličan način kao i prijašnji; menadžer Manchester Uniteda Matt Busby inzistirao je da "Argentincima treba zabraniti sudjelovanje u nogometu. FIFA bi se stvarno trebala uključiti."
1973., francuske sportske novine L'Équipe, koje su pomogle pri osnivanju Europskog kupa prvaka, ponudili su se da dobrovoljno sponzoriraju svjetsko klupsko prvenstvo koje bi činili prvaci Europe, Južne i Sjeverne Amerike te Azije, tada jedina četiri klupska kontinentalna natjecanja; natjecanje bi potencijalno započelo u Parizu između rujna i listopada 1974., s eventualnim finalem na Parku prinčeva. Ekstremni negativizam Europljana spriječio je da se ovo natjecanje ostvari. L'Équipe je 1975. još jedanput pokušao stvoriti svjetsko klupsko prvenstvo, u kojem bi sudjelovala četiri polufinalista Kupa prvaka, dva finalista Copa Libertadoresa, kao i prvaci Afrike i Azije. Međutim, UEFA je preko svog predsjednika Artemija Franchija, odbila prijedlog i on je opet propao.
U opasnosti da se Interkontinentalni kup raspadne, UEFA i CONMEBOL su 1980. unajmili britansku marketinšku tvrtku West Nally, da pronađe izvedivo riješnje za natjecanje; Toyota Motor Corporation je preko West Nallyja preuzela natjecanje pod svoje okrilje i preimenovala ga u Toyota Cup, sa samo jednom finalnom utakmicom igranom u Japanu. Toyota je investirala više of 700 000 dolara u izdanje Interkontinentalnog kupa 1980., igranog na Olimpijskom stadionu u Tokiju, s tim da je preko 200 000 $ išlo sudionicima susreta. Sa svojim novim formatom, na Toyota Cup se gledalo sa skepticizmom, s obzirom na to da je nogomet bio manje poznat na Dalekom istoku. Međutim, financijski je poticaj bio dobrodošao, kako su se tada i europske i južnoameričke momčadi borile s financijskim problemima. Da bi se zaštitili od mogućih odbijanja sudjelovanja od strane europskih momčadi, Toyota, UEFA te svaki sudionik Kupa prvaka morao je potpisati godišnji ugovor koji je zahtijevao od eventualnih prvaka Europe da sudjeluje u Interkontinentalnom kupu; to je bio jedan od uvjeta sudjelovanja u Kupu prvaka, inače bi klub riskirao tužbu UEFA-e i Toyote. 1983. godine, engleski The Football Association pokušao je organizirati svjetsko klupsko prvenstvo koje bi se igralo 1985. i čiji bi pokrovitelj bio West Nally, no to je odbila UEFA.
Interamerički kup i Afroazijsko klupsko prvenstvo bila su natjecanja koja su omogućavala drugim kontinentima da imaju klupska prvenstva, s obzirom na to da im su UEFA i CONMEBOL odbijali sudjelovanja klubova CONCACAF-a, AFC-a i CAF-a u Interkontinentalnom kupu.

### Nastanak Svjetskog prvenstva i otkazivanje
Struktura FIFA Svjetskog klupskog prvenstva 2000. bila je sastavljena godinama unaprijed. Prema Seppu Blatteru, ideju za prvenstvo prezentirao je tadašnji predsjednik AC Milana Silvio Berlusconi Izvršnom odboru FIFA-e u prosincu 1993. u Las Vegasu, SAD. S obzirom na to da je tada već svaka konfederacija imala stabilno kontinentalno natjecanje, u FIFA-i su smatrali da bi bilo razborito i bitno osnovati svjetsko prvenstvo za klubove. U početku, bilo je devet kandidata za domaćinstvo prvog natjecanja: Kina, Brazil, Meksiko, Paragvaj, Saudijska Arabija, Tahiti, Turska, Sjedinjene Države i Urugvaj; a od tih devet, samo su S. Arabija, Meksiko, Brazil i Urugvaj potvrdili svoj interes FIFA-i. 3. rujna 1997., FIFA je odabrala Brazil za domaćina prvenstva, koje je trebalo započeti 1999. Legenda Manchester Uniteda i član engleske pobjedničke momčadi iz 1966., Sir Bobby Charlton, izjavio je da Svjetsko klupsko prvenstvo daje "fantastičnu priliku postati prvim istinskim prvakom svijeta." Za prvenstvo se dijelilo 28 milijuna američkih dolara nagradnog novca, a televizijska prava vrijedna 40 milijuna $ prodana su 15 TV postajama širom pet kontinenata. Završni ždrijeb prvog Svjetskog klupskog prvenstva u održan je 19. listopada 1999. u Hotelu Copacabana Palace u Rio de Janeiru.
Prvo se prvenstvo trebalo održati 1999. godine s kontinentalnim prvacima iz 1998., pobjednikom Interkontinentalnog kupa i nacionalnim prvakom države domaćina, ali je odgođeno za iduću godinu. Kad se promijenio termin natjecanja, promijenilo se i osam novih natjecatelja, to su bili: brazilski Corinthians i Vasco da Gama, engleski Manchester United, meksički Necaxa, marokanska Raja Casablanca, španjolski Real Madrid, saudijski Al-Nassr te australski South Melbourne. Prvi pogodak prvenstva postigao je napadač Real Madrida Nicolas Anelka u susretu protiv Al-Nassra, kojeg je real naposljetku pobijedio rezultatom 3:1. Finale je bio susret dviju brazilskih momčadi, za sada jedino takvo finale Svjetskog prvenstva. Vasco da Gama nije iskoristio prednost domaćina i poražen je 4:3 na jedanaesterce nakon utakmice bez pogodaka.
Drugo prvenstvo planiralo se za 2001. u Španjolskoj i trebalo se sastojati od 12 ekipa. Ždrijeb je održan 6. ožujka 2001. u La Coruñi. Međutim, natjecanje je otkazano 18. svibnja, zbog kombinacije više čimbenika, ali najviše zbog pada FIFA-ine marketinške tvrke International Sport and Leisure (ISL). Svaki sudionik otkazanog prvenstva dobio je kompenzaciju od 750.000 $; Španjolski nogometni savez (RFEF) također je dobio milijun dolara od FIFA-e. Još je jedan pokušaj postojao da se održi izdanje za 2003. godinu, u kojem je 17 zemalja izrazilo zanimanje za domaćinstvo natjecanja, ali je pokušaj naposljetku propao. FIFA je postigla dogovor s UEFA-om, CONMEBOL-om i Toyotom da spoji Interkontinentalni kup i Svjetsko klupsko prvenstvo u jedno natjecanje. Posljednji Interkontinentalni kup odigran je 2004., a obnovljeno Svjetsko klupsko prvenstvo održano je u prosincu 2005. u Japanu.

### Obnova natjecanja
Prvenstvo 2005. bilo je znatno kraće od prijašnjeg izdanja, riješivši tako problem raspoređivanja natjecanja, s obzirom na to da su se sezone različito odvijale na svakom kontinentu. Natjecalo se samo šest kontinentalnih prvaka, s tim da su predstavnici CONMEBOL-a i UEFA-e direktno prolazili u polufinale. Uveden je novi trofej koji je zamijenio trofej Interkontinentalnog kupa, Toyotin trofej i trofej iz 2000. Ždrijeb prvenstva 2005. održan je 30. srpnja 2005. u Hotelu Westin u Tokiju. Prvenstvo je osvojio brazilski São Paulo, koji je jednim pogotkom Mineira u finalu svladao engleski Liverpool; tako je Mineiro postao prvi strijelac u finalima FIFA Svjetskih klupskih prvenstava.
Internacional je pobijedio svjetske i južnoameričke prvake São Paulo u finalu Copa Libertadoresa 2006., kvalificiravši se tako za Svjetsko prvenstvo 2006. U polufinalu natjecanja, Internacional je pobijedom nad egipatskim Al-Ahlyjem čekao Barcelonu u finalu. Tamo je kasnim golom Adriana Gabirua osvojio natjecanje i vratio trofej natrag u Brazil. Tek je u prvenstvu 2007. brazilska dominacija napokon prekinuta, kada je talijanski AC Milan porazio argentinsku Bocu Juniors 4:2 u finalu, koje je ujedno bilo i prvo finale Svjetskog prvenstva u kojem je jedan igrač isključen: (Milanov gruzijac Kakha Kaladze u 77. minuti). Pablo Ledesma iz Boce Juniors pridružio se Kaladzeu s crvenim kartonom 11 minuta kasnije. Iduće godine, Manchester United je ostvario Milanov uspjeh, pobijedivši prvo japansku Gamba Osaku rezulatatom 5:3 u polufinalu, a zatim i ekvadorski LDU Quito 1:0 u finalu, postavši tako novi svjetski prvak.
Ujedinjeni Arapski Emirati su se uspješno kandidirali za domaćine prvenstava 2009. i 2010. Nakon neuspjeha tri godine ranije, Barcelona je porazila svjetske i europske prvake Manchester United u finalu UEFA Lige prvaka 2009. i kvalificiravši se za izdanje 2009. Svjetskog prvenstva. Tamo su pobijedili meksički Atlante u polufinalu i čekali argentinski Estudiantes u finalu. Nakon vrlo guste utakmice koja je otišla i u produžetke, Lionel Messi je glavom pogodio za vodstvo i eventualnu pobjedu Barcelone. Prvenstvo 2010. donijelo je prvu momčad koja nije iz Europe ili Južne Amerike u finalu: kongoanski Mazembe pobijedio je Internacional 2:0 u polufinalu i sučelio se s talijanskim Interom, koji je na putu do finala svladao južnokorejski Seongnam 3:0. Internazionale je naposljetku pobijedio Mazembe rezultatom 3:0 i postao drugi svjetski prvak iz Italije.
Svjetsko klupsko prvenstvo vratilo se u Japan za 2011. i 2012. godinu. U izdanju 2011., Barcelona je još jednom pokazala moć, pobijedivši u finalu brazilski Santos rezultatom 4:0, što je do sada najveća pobjeda u finalima ovog natjecanja. Messi je pogotkom u finalu postao prvi igrač koji je zabijao u dva finala Svjetskog prvenstva. 2012. je stala dominacija europljana kada je Corinthians, uz podršku 30.000 navijača koji su putovali do Japana, pobijedio engleski Chelsea rezultatom 1:0 pogotkom Guerrera.

## Format i pravila
| Razigravanje za četvrtfinale | Razigravanje za četvrtfinale     |
| ---------------------------- | -------------------------------- |
| Pobjednik OFC Lige prvaka    | Nacionalni prvak države domaćina |
| Četvrtfinale                 |                                  |
| Pobjednik AFC Lige prvaka    | Pobjednik CONCACAF Lige prvaka   |
| Pobjednik CAF Lige prvaka    | Pobjednik razigravanja           |
| Polufinale                   |                                  |
| Pobjednik Copa Libertadoresa | Dva pobjednika četvrftinala      |
| Pobjednik UEFA Lige prvaka   | Dva pobjednika četvrftinala      |
| Finale                       |                                  |
| Dva pobjednika polufinala    |                                  |

Prvo izdanje prvenstva bilo je podijeljeno u dva dijela. Osam sudionika bilo je podijeljeno u dvije skupine po četiri momčadi. Pobjednici skupina išli su u finale, dok su se drugoplasirani borili za treće mjesto. Natjecanje je promijenilo format nakon obnove 2005., otad je natjecanje u tzv. nokaut formatu, gdje momčadi međusobno igraju jednu utakmicu. Ako bi rezultat bio neriješen, igrali bi se produžetci, a zatim po potrebi jedanaesterci. U četvrtfinalu igrali bi prvaci Oceanije, Afrike, Azije i Sjeverne Amerike, dok bi ih u polufinalu čekali prvaci Europe i Južne Amerike. Pobjednici polufinala igrali bi u finalu.

## Statistika
Corinthians i Barcelona su klubovi s najviše naslova ovog natjecanja, osvojivši ga po dva puta. Corinthiansova pobjeda u prvom izdanju natjecanja do danas je najbolji rezultat prvaka države domaćina. Momčadi iz Brazila osvajale su natjecanje četiri puta, najviše od bilo koje druge države.

### Natjecanja
Povezani članak: Finale FIFA Svjetskog klupskog prvenstva
| Izdanje | Domaćin           |                   | Prvaci          | Rez.            | Drugoplasirani      |             | Treće mjesto          | Rez.        | Četvrto mjesto     |
| ------- | ----------------- | ----------------- | --------------- | --------------- | ------------------- | ----------- | --------------------- | ----------- | ------------------ |
| 2000.   | Brazil            | Corinthians       | 0:0 (4:3 p)     | Vasco da Gama   | Necaxa              | 1:1 (4:3 p) | Real Madrid           |             |                    |
| 2005.   | Japan             | São Paulo         | 1:0             | Liverpool       | Saprissa            | 3:2         | Al-Ittihad            |             |                    |
| 2006.   | Japan             | Internacional     | 1:0             | Barcelona       | Al Ahly             | 2:1         | América               |             |                    |
| 2007.   | Japan             | Milan             | 4:2             | Boca Juniors    | Urawa Red Diamonds  | 2:2 (4:2 p) | Étoile du Sahel       |             |                    |
| 2008.   | Japan             | Manchester United | 1:0             | LDU Quito       | Gamba Osaka         | 1:0         | Pachuca               |             |                    |
| 2009.   | UAE               | Barcelona         | 2:1 (pr.)       | Estudiantes     | Pohang Steelers     | 1:1 (4:3 p) | Atlante               |             |                    |
| 2010.   | UAE               | Internazionale    | 3:0             | Mazembe         | Internacional       | 4:2         | Seongnam Ilhwa Chunma |             |                    |
| 2011.   | Japan             | Barcelona         | 4:0             | Santos          | Al Sadd             | 0:0 (5:3 p) | Kashiwa Reysol        |             |                    |
| 2012.   | Japan             | Corinthians       | 1:0             | Chelsea         | Monterrey           | 2:0         | Al Ahly               |             |                    |
| 2013.   | Maroko            | Bayern München    | 2:0             | Raja Casablanca | Atlético Mineiro    | 3:2         | Guangzhou Evergrande  |             |                    |
| 2014.   | Maroko            | Real Madrid       | 2:0             | San Lorenzo     | Auckland City       | 1:1 (4:3 p) | Cruz Azul             |             |                    |
| 2015.   | Japan             | Barcelona         | 3:0             | River Plate     | Sanfrecce Hiroshima | 2:1         | Guangzhou Evergrande  |             |                    |
| 2016.   | Japan             | Real Madrid       | 4:2 (pr.)       | Kashima Antlers | Atlético Nacional   | 2:2 (4:3 p) | América               |             |                    |
| 2017.   | UAE               | Real Madrid       | 1:0             | Grêmio          | Pachuca             | 4:1         | Al Jazira             |             |                    |
| 2018.   | UAE               | Real Madrid       | 4:1             | Al Ain          | River Plate         | 4:0         | Kashima Antlers       |             |                    |
| 2019.   | Katar             |                   | Liverpool       | 1:0 (pr.)       | Flamengo            |             | Monterrey             | 2:2 (4:3 p) | Al-Hilal           |
| 2020.   | Katar             |                   | Bayern München  | 1:0             | Tigres UANL         |             | Al-Ahly               | 0:0 (3:2 p) | Palmeiras          |
| 2021.   | UAE               |                   | Chelsea         | 2:1 (pr.)       | Palmeiras           |             | Al-Ahly               | 4:0         | Al-Hilal           |
| 2022.   | Maroko            |                   | Real Madrid     | 5:3             | Al-Hilal            |             | Flamengo              | 4:2         | Al-Ahly            |
| 2023.   | Saudijska Arabija |                   | Manchester City | 4:0             | Fluminense          |             | Al-Ahly               | 4:2         | Urawa Red Diamonds |
| 2025.   | SAD               |                   |                 |                 |                     |             |                       |             |                    |

### Uspješnost
| Klub              | Pobjednik                         | 2. mjesto |
| ----------------- | --------------------------------- | --------- |
| Real Madrid       | 2014., 2016., 2017., 2018., 2022. | —         |
| Barcelona         | 2009, 2011., 2015.                | 2006.     |
| Corinthians       | 2000., 2012.                      | —         |
| Bayern München    | 2013., 2020.                      | —         |
| Liverpool         | 2019.                             | 2005.     |
| Chelsea           | 2021.                             | 2012.     |
| São Paulo         | 2005.                             | —         |
| Internacional     | 2006.                             | —         |
| Milan             | 2007.                             | —         |
| Manchester United | 2008.                             | —         |
| Internazionale    | 2010.                             | —         |
| Manchester City   | 2023.                             | —         |
| Vasco da Gama     | —                                 | 2000.     |
| Boca Juniors      | —                                 | 2007.     |
| LDU Quito         | —                                 | 2008.     |
| Estudiantes       | —                                 | 2009.     |
| TP Mazembe        | —                                 | 2010.     |
| Santos            | —                                 | 2011.     |
| Raja Casablanca   | —                                 | 2013.     |
| San Lorenzo       | —                                 | 2014.     |
| River Plate       | —                                 | 2015.     |
| Kashima Antlers   | —                                 | 2016.     |
| Grêmio            | —                                 | 2017.     |
| Al Ain            | —                                 | 2018.     |

| Država            | Pobjednci | 2. mjesta |
| ----------------- | --------- | --------- |
| Španjolska        | 8         | 1         |
| Brazil            | 4         | 6         |
| Engleska          | 4         | 2         |
| Italija           | 2         | –         |
| Njemačka          | 2         | –         |
| Argentina         | –         | 4         |
| Ekvador           | –         | 1         |
| DR Kongo          | –         | 1         |
| Maroko            | –         | 1         |
| Japan             | –         | 1         |
| UAE               | –         | 1         |
| Meksiko           | –         | 1         |
| Saudijska Arabija | –         | 1         |

| Konfederacija | Pobjednici | 2. mjesta |
| ------------- | ---------- | --------- |
| UEFA          | 16         | 3         |
| CONMEBOL      | 4          | 11        |
| AFC           | —          | 3         |
| CAF           | —          | 2         |
| CONCACAF      | —          | 1         |
| OFC           | —          | —         |

### Rekordi
Ukupno je sedam igrača osvojilo Svjetsko klupsko prvenstvo tri puta: Dani Alves, Sergio Busquets, Andrés Iniesta, Lionel Messi, i Gerard Piqué, Cristiano Ronaldo i Toni Kroos.
César Delgado, Cristiano Ronaldo, Lionel Messi i Luis Suárez najbolji su strijelci u povijesti natjecanja s pet pogodaka. Denilson i Mohamed Aboutrika dijele drugo mjesto s po 4 pogotka. Suárez također drži rekord za najviše golova postignutih na jednom prvenstvu. Svih svojih pet pogodaka postigao je u prvenstvu 2015.
Wael Gomaa je igrač s najviše nastupa u prvenstvu, odigravši jedanaest utakmica u natjecanju, a slijedi ga Andrés Iniesta sa šest utakmica.
Cafu je zasad jedini igrač koji je osvojio tri najelitnija reprezentativna natjecanja, tri najvažnija južnoamerička natjecanja te tri najvažnija europska natjecanja uz Svjetsko klupsko prvenstvo, rekord koji do danas nije oboren. S Brazilom je osvojio Svjetsko nogometno prvenstvo 1994. i 2002., Copu Américu 1997. i 1999., FIFA Konfederacijski kup 1997., Copa Libertadores 1992. i 1993., Supercopa Sudamericanu 1993., Recopa Sudamericanu 1993. i 1994., UEFA Ligu prvaka 2006./07., UEFA Kup pobjednika kupova 1994./95., UEFA Superkup 2007., i FIFA Svjetsko klupsko prvenstvo 2007.
Barcelona drži rekord za najviše pobjeda u natjecanju, sa sedam. Corinthians, Necaxa, Real Madrid i Kashiwa Reysol imaju najviše neriješenih rezultata, po dva susreta svaki, dok Al Ahly drži rekord od najviše poraza sa sedam. Katalonska je momčad također postigla ukupno 23 pogotka, što je rekord natjecanja, dok je Al Ahly primio rekordnih 15 golova. Osim toga, Barcelona ima najpozitivniju gol-razliku u povijesti prvenstva sa +20.
Pep Guardiola je jedini trener u povijesti s tri trofeja Svjetskog klupskog prvenstva. Svi pobjednički treneri prvenstva bili su iz iste države kao i klub kojeg su vodili, osim Guardiole, Sir Alexa Fergusona, Rafaela Beníteza i Carla Ancelottija.
Nakon kraja prvenstva 2016., Auckland City je postao momčad s najvećim brojem utakmica, s 14 susreta u osam sezona; slijedi ga Al Ahly (12 susreta u pet sezona).

## Trofej
Originalni trofej Svjetskog klupskog prvenstva izradili je talijanska dizajnerska tvrtka Sawaya & Moroni iz Milana, koja se bavi suvremenim dizajnom s kluturalnom pozadinom. Trofej, u potpunosti obavijen srebrom težio je 4 kilograma i imao visinu od 1 cm. Imao je bazu od dva postolja s četiri pravokutna stupa. Dva stupa su imala natpise na sebi, na jednom je pisalo "FIFA Club World Championship" (eng.). Na drugom je samo pisalo "FIFA". Na vrhu trofeja bila je nogometna lopta koja je dizajnirana po uzoru na Adidas Tricolore, službenu loptu Svjetskog nogometnog prvenstva 1998. Trošak proizvodnje trofeja bio je 25 000 dolara. Prvi put je prezentiran 4. siječnja 2000. u Hotelu Sheraton u Rio de Janeiru.
Od 2005., kada je natjecanje svoje ime na engeskom promijenilo iz FIFA Club World Championship u FIFA Club World Cup, trofej dijeli službeno ime s natjecanjem. Trofej se zbog toga popularno zove i la Copa. Predstavljen je 30. srpnja 2005. u Tokiju tijekom ždrijeba za natjecanja te godine. Dizajnirao ga je engleski dizajner Jane Powell zajedno s pomoćnikom Dawnom Forbesom, iz tvrtke Thomas Fattorini Ltd iz Birminghama u Engleskoj, koju je unajmila FIFA. Zlatno-srebrni trofej težak je 5,2 kg i visok 50 cm. Njegovo postolje i najšire točke su točno 20 cm. Napravljen je od kombinacije mjeda, bakra, sterling srebra, pozlaćenog metala, aluminija, kroma i rodija.
Dizajn, prema FIFA-i, prikazuje šest zakrivljenih stupaca koji predstavlja šest prvaka svojih kontinenata, dok odvojena metalna struktura predstavlja pobjednika natjecanja. Stupci zajedno podupiru globus u obliku nogometne lopte, što je uobičajena osobina FIFA-inih trofeja. Graciozne krivulje i puka čvrstina trofeja evociraju na atletske osobine potrebne za sudjelovanje na Svjetskom prvenstvu, dok napetost i pokret opisuju kompetitivnu energiju među sudionicima. Na zlatnom postolju upisana je fraza "FIFA Club World Cup".

## Priznanja

### Sportske nagrade
Na završetku svakog Svjetskog klupskog prvenstva, prezentiraju se nagrade igračima i momčadima za njihova dodatna postignuća. Trenutno se dijele četiri nagrade:
- Zlatna lopta dodjeljuje se najboljem igraču prvenstva, kojeg određuju glasovi članova medija; Srebrna i Brončana lopta se također dijele za igrače na drugom i trećem mjestu;[138]
- Zlatna kopačka dodjeljuje se najboljem strijelcu prvenstva; Srebrna i Brončana kopačka se također dijele za strijelce na drugom i trećem mjestu;[138]
- FIFA Fair Play trofej dodjeljuje se momčadi s najboljom fair-play statistikom, čiji sustav i kriterije određuje FIFA-in Odbor za fair play.[138]
- MVP završne utakmice dodjeljuje se najvrijednijem igraču finala prvenstva. Nagrada je uvedena 2005 godine. MVP završne utakmice također dobiva nagradni automobil od Toyote, trenutačnog sponzora Svjetskog klupskog prvenstva.[138]

Pobjednici prvenstva također dobivaju oznaku (bedž) svjetskih prvaka u nogometu na kojem se nalazi ikona trofeja prvenstva; pobjednik natjecanja ima pravo držati oznaku na svom dresu sve do finala prvenstva iduće godine. Oznaka je prvi put dodijeljena A.C. Milanu, pobjedniku prvenstva 2007.
Najbolje tri momčadi svakog prvenstva dobivaju komplet zlatnih, srebrnih i brončanih medalja za svoje igrače.

### Nagradni novac
| Nagradni novac | Nagradni novac |
| -------------- | -------------- |
| Prvo mjesto    | 5 000 000 USD  |
| Drugo mjesto   | 4 000 000 USD  |
| Treće mjesto   | 2 500 000 USD  |
| Četvrto mjesto | 2 000 000 USD  |
| Peto mjesto    | 1 500 000 USD  |
| Šesto mjesto   | 1 000 000 USD  |
| Sedmo mjesto   | 500 000 USD    |

Za prvo izdanje 2000. FIFA je sudionicima pripremila 28 milijuna američkih dolara nagradnog novca. Novac je klubovima podijeljen na temelju nastupa i rezultata. Klubovi od petog do osmog mjesta dobili su 2,5 milijuna $. Klub na četvrtom mjestu dobio je 3 milijuna, dok je trećeplasirana momčad zaradila 4 milijuna dolara. Momčad na drugom mjestu dobila je 5 milijuna, dok su eventualni prvaci stekli 6 milijuna $.
Za obnovljeno natjecanje 2005. godine došlo je do promjena u iznosu i kriteriju dijeljenja nagradnog novca. Ukupan iznos podjeljenog novca bio je 16 milijuna dolara. Pobjedniku je išlo 5 milijuna, a drugoplasiranoj momčadi 4 milijuna $, dok je 2,5 milijuna išlo za treće, 2 milijuna za četvrto, 1,5 milijun za peto te 1 milijun za šesto mjesto u prvenstvu.
Za prvenstvo 2007., kada je uvedeno razigravanje za četvrtfinale između prvaka Oceanije i domaćina da bi se povećalo zanimanje za natjecanje, došlo je do promjena u raspodjeli nagradnog novca. Kad je 2008. godine vraćen susret za peto mjesto, ukupni iznos podjeljenog novca povećao se za još pola milijuna za ukupni iznos od 16,5 milijuna dolara.

## Sponzori
FIFA Svjetsko klupsko prvenstvo, poput Svjetskog nogometnog prvenstva, sponzorira veći broj međunarodnih tvrtki. Toyota Motor Corporation, japanski multinacionalni proizvođač automobila bio je generalni sponzor prvenstva do prosinca 2014. S obziromna činjenicu da je Toyota bio proizvođač automobila, status tvrtke Hyundai-Kia kao FIFA-inog partnera nije bio aktivan za Svjetsko klupsko prvenstvo. Ostali FIFA-ini partnera – Adidas, Coca-Cola i Visa – zadržalo je sva prava. Prvo je prvenstvo imalo šest sponzora: Fujifilm, Hyundai, JVC, McDonald's, Budweiser i MasterCard.
Klubovi mogu nositi dresove sa sponzorima, čak i ako je neki od tih sponzora konkurent FIFA-inim. Međutim, samo je jedan sponzor dopušten na dresu kluba, uz oznaku proizvođača dresa.
Trenutačni sponzori i brandovi koji se reklamiraju (u kurzivu) na Svjetskom klupskom prvenstvu su:
| FIFA-ini partneri - Adidas - Coca-Cola - Powerade - Aquarius - I-Lohas - Wanda Group - Gazprom - Visa | Sponzori natjecanja - JTB - Lawson - Makita - Sixpad Training Gear - Rinnai - Yomiuri Shimbun |

## Reakcije
Od nastanka prvenstva 2000. godine, natjecanje je unatoč svome nazivu i uspjesima njegovih sudionika dobilo različite reakcije. U većini Europe teško pronalazi širu medijsku pozornost usporedivu s UEFA Ligom prvaka i obično se ne smatra veoma prestižnim turnirom. U Južnoj Americi se međutim igranje na ovom prvenstvu smatra najvažnijim podvigom u karijeri jednog nogometaša, trenera ili momčadi.
Najčešće kritike na račun Svjetskog klupskog prvenstva, obično od strane europskih medija i navijača, odnosi se format natjecanja koji je uvelike naklonjen momčadima iz UEFA-e i CONMEBOL-a, s obzirom na to da se te ekipe izravno plasiraju u polufinale natjecanja i međusobno mogu igrati samo u finalu. Kritike također uključuju i lošu organizaciju turnira, loš odaziv lokalnih navijača za susrete bez europskih i južnoameričkih momčadi, FIFA-inu odluku da domaćina prvenstva odabere na temelju ekonomskih razloga umjesto nogometnih (poput Maroka i Ujedinjenih Arapskih Emirata), te loše ekonomske benificije pobjedničkim momčadima, navodeći da su često slabije od nagrada većine superkup natjecanja.

## Vanjske poveznice
- Službena stranica (engl.) (fr.) (njem.) (port.) (šp.) (arap.)